# Raúl Páez
Raúl Alberto Páez (ur. 26 maja 1937) – piłkarz argentyński, obrońca (stoper).
Páez karierę piłkarską rozpoczął w 1958 roku w klubie San Lorenzo de Almagro. Razem z San Lorenzo w 1959 roku zdobył tytuł mistrza Argentyny, dzięki czemu wziął udział w pierwszej edycji Pucharu Wyzwolicieli - Copa Libertadores 1960. San Lorenzo dotarł do półfinału, gdzie po trzech zaciętych meczach przegrał w ostatecznym triumfatorem turnieju - urugwajskim klubem CA Peñarol. W 1961 roku razem z San Lorenzo Páez zdobył wicemistrzostwo Argentyny.
Jako gracz klubu San Lorenzo wziął udział w finałach mistrzostw świata w 1962 roku, gdzie Argentyna odpadła w fazie grupowej. Páez zagrał w dwóch meczach - z Anglią i Bułgarią.
W San Lorenzo Páez grał do 1967 roku, po czym w 1968 roku zakończył karierę w klubie CA Argentino de Quilmes. Łącznie w lidze argentyńskiej rozegrał 222 mecze i zdobył 3 bramki.
Nigdy w swojej karierze nie wziął udziału w turnieju Copa América.